# Аскариды
Аскариды (лат. Ascarididae) — семейство крупных паразитических круглых червей, длина  самки паразита может достигать 40 см, а самца — не больше 25 см. Червь живет от 10 до 24 месяцев, после чего он, частично разложившись, выходит с каловыми массами. Наиболее часто поражают органы желудочно-кишечного тракта, вызывают аскаридозы человека и животных. Геогельминт. Излюбленным местом обитания взрослых особей является тонкая кишка. Аскариды — раздельнополые черви. Самка человеческой аскариды за сутки производит на свет более 200 тысяч яиц.
Аскариды могут вызывать повреждение стенки тонкого кишечника, непроходимость кишечника, перфоративный перитонит, бронхит, очаговые пневмонии, кровохарканье, заболевания печени и поджелудочной железы. Аскариды свободно продвигаются по ходу желудочно-кишечного тракта, поэтому могут заползти в органы дыхательной системы, вызвав тем самым удушье. Существует вероятность проникновения червей в лобные пазухи, мочеполовые органы, слезно-носовой канал, евстахиеву трубу, среднее ухо, наружный слуховой проход, околопочечную клетчатку и червеобразный отросток. Заразиться можно, съев немытые овощи или фрукты.
Выделения паразита способны вызывать аллергическую реакцию, которая может проявляться в виде бронхиальной астмы и кожной сыпи. Постоянное нахождение паразитов в кишечнике приводит к воспалению стенки кишечника.

## Классификация
- Amplicaecum
- Angusticaecum
- Ascaris
  - Ascaris lumbricoides
  - Ascaris suum
- Baylisascaris
- Crossophorus
- Dujardinascaris
- Hexametra
- Lagaochilascaris
- Ophidascaris
- Parascaris
- Polydelphis
- Seuratascaris
- Toxascaris
- Toxocara
- Travassoascaris